# Havárie Il-76 alžírského letectva (2018)
Dne 11. dubna 2018 havaroval stroj Iljušin-76TD provozovaný letectvem Alžírska. Stalo se tak krátce po vzletu z letiště Búfarík v Alžírsku, cílem mělo být letiště v Tindúfu. Zahynuli všichni lidé na palubě – 257 lidí, včetně 10 členů posádky. Letadlo totiž ihned po prudkém nárazu do země vzplálo. Na palubě byli především vojáci, jejich rodinní příslušníci a dále také uprchlíci vracející se z lékařských vyšetření v hlavním městě.
Jedná se o nejhorší leteckou nehodu v historii Alžírska a druhou nejhorší nehodu typu Il-76 (po havárii íránského vojenského letectva v roce 2003) Prezident Abdelazíz Buteflika vyhlásil třídenní státní smutek.